# Artjom Olegowitsch Arefjew
Artjom Olegowitsch Arefjew (russisch Артём Олегович Арефьев, wiss. Transliteration Artëm Olegovič Aref'ev; * 9. November 2000 in Tscherepowez) ist ein russischer Eisschnellläufer.

## Werdegang
Arefjew startete international erstmals bei den Juniorenweltmeisterschaften 2019 in Baselga di Piné und holte dabei die Bronzemedaille im Teamsprint und die Silbermedaille über 500 m. Im selben Jahr wurde er russischer Juniorenmeister über 500 m. Zu Beginn der Saison 2019/20 lief er in Minsk erstmals im Weltcup errang dabei den dritten Platz in der B-Gruppe über 1000 m und den 15. Platz über 500 m. Im weiteren Saisonverlauf holte er im Teamsprint in Nagano seinen ersten Weltcupsieg und wurde bei den Europameisterschaften 2020 in Heerenveen Neunter über 1000 m. Bei den Juniorenweltmeisterschaften 2020 in Tomaszów Mazowiecki gewann er jeweils die Silbermedaille im Teamsprint und über 500 m. In der Saison 2020/21 erreichte er mit dem Plätzen drei und eins über 500 m seine ersten Podestplatzierungen im Weltcupeinzel und abschließend den vierten Platz im Gesamtweltcup über 500 m. Beim Saisonhöhepunkt, den Einzelstreckenweltmeisterschaften 2021 in Heerenveen, kam er auf den 18. Platz über 1000 m und auf den siebten Rang über 500 m.

## Persönliche Bestzeiten
- 500 m    34,45 s (aufgestellt am 24. Januar 2021 in Heerenveen)
- 1000 m    1:09,25 min. (aufgestellt am 12. Januar 2020 in Heerenveen)
- 1500 m    1:56,74 min. (aufgestellt am 6. März 2017 in Kolomna)
- 3000 m    4:17,32 min. (aufgestellt am 22. Februar 2018 in Kolomna)

## Weltcupsiege

### Weltcupsiege im Einzel
| Nr. | Datum           | Ort        | Disziplin |
| --- | --------------- | ---------- | --------- |
| 1.  | 24. Januar 2021 | Heerenveen | 500 m     |

### Weltcupsiege im Team
| Nr. | Datum             | Ort    | Disziplin    |
| --- | ----------------- | ------ | ------------ |
| 1.  | 13. Dezember 2019 | Nagano | Teamsprint 1 |